# کوکوناتو
کوکوناتو (به ایتالیایی: Cocconato) یک کومونه در ایتالیا است که در استان آسته واقع شده‌است.

## خصوصیات
کوکوناتو ۱۶٫۸ کیلومترمربع مساحت و ۱٬۶۰۹ نفر جمعیت دارد و ۴۹۱ متر بالاتر از سطح دریا واقع شده‌است.